# ソコー・トランスポーテーション・センター
ソコー・トランスポーテーション・センター（英語：Saco Transportation Center）はアメリカ合衆国メイン州ソコー ファースト・ストリート11にある駅。 全米各地を結ぶ旅客鉄道のアムトラックが乗り入れている。

## 概要
元々は乗降場としてホームのみで2001年に開業。2009年2月27日には、220万ドルの費用をかけソコー・トランスポーテーション・センターが開業した。当駅(センター)の約464平方メートルの建物は、約30メートルの羽をもつ風力発電、地中熱利用システムによって冷暖房を行い、太陽が当たるよう建設された。熱はタイル張りのロビーの床下に敷設されたチューブを介して冷却・暖房を行う。風力発電は施設で使用する電力のほとんどを賄う。
もともと、ダウンイースター号の乗客のための待合所とプラットホームと駐車場はメイン・ストリートとグーチ・ストリートの交差点近くのソーコ島に建設された。屋根とガラスの防風林は、寒さと風を防ぐことのみしかできなかった。新しい当駅(センター)のドアは、対照的に、プラットホームに直接開く。

## 利用可能な鉄道路線／列車
アムトラックの停車する列車は下記の通り。
ブランズウィック / ポートランドとボストン間の昼行短距離列車ダウンイースター号 …1日5往復

## バス
当駅から乗車できるバスは以下の通り。
路線バス： ビッドフォード・ソコー・オールドオーチャードビーチ交通委員会 (Biddeford-Saco-Old Orchard Beach Transit Committee)